# Roberto Balzaretti

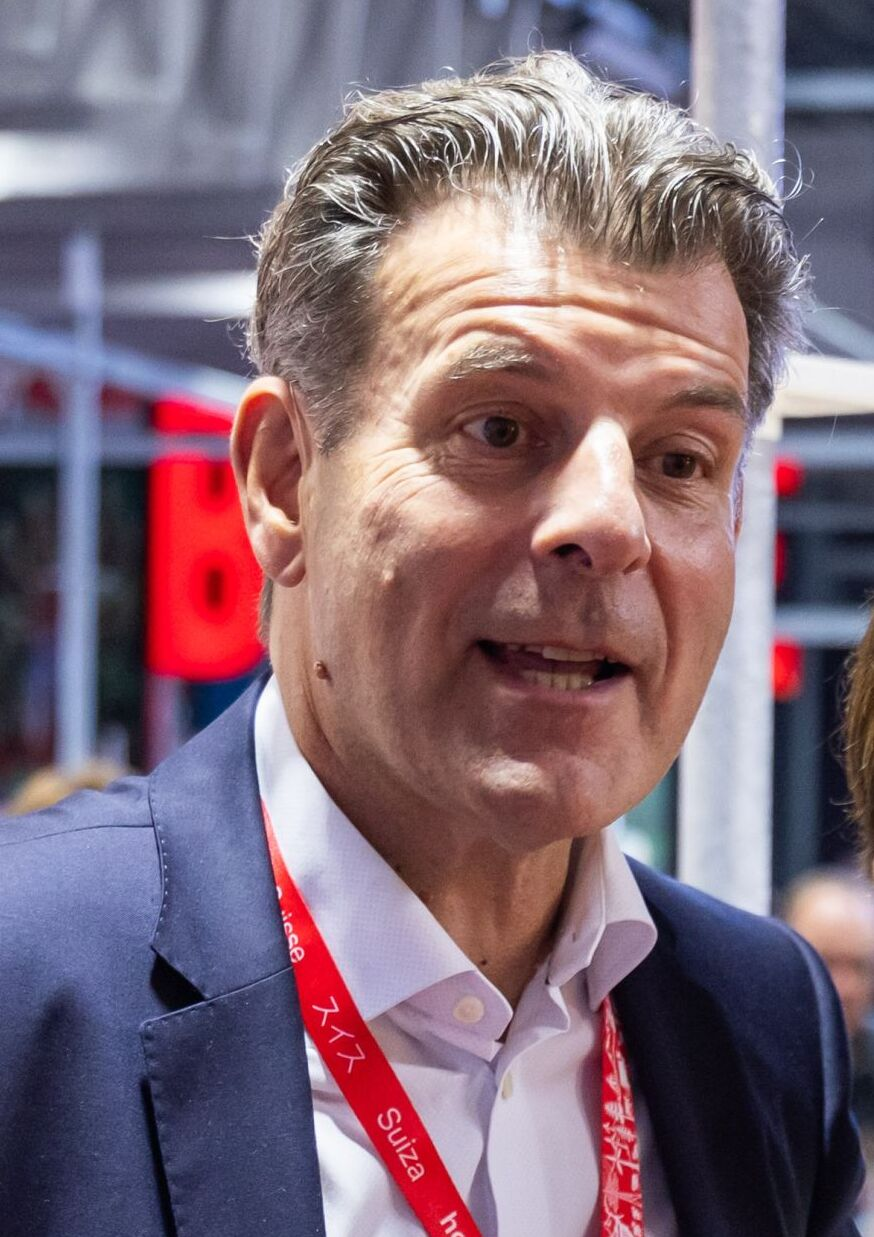
Roberto Balzaretti (2024)

Roberto Balzaretti (* 22. Februar 1965 in Mendrisio) ist ein Schweizer Jurist und Diplomat. Seit dem Jahr 2025 ist er Schweizer Botschafter in Italien.

## Werdegang
Nach dem Besuch des Gymnasiums in Lugano absolvierte Balzaretti seine Wehrpflicht und wurde Offizier.
Balzaretti promovierte in Rechtswissenschaften zum Dr. iur. an der Universität Bern.
Im Jahr 1991 begann Balzaretti seine Tätigkeit beim Eidgenössischen Departement für auswärtige Angelegenheiten (EDA). Nach seiner Ausbildung in Bern und bei der Schweizerischen Mission bei den Europäischen Gemeinschaften in Brüssel arbeitete er in der Direktion für Völkerrecht in Bern, bevor er 1997 an die Schweizer Botschaft in Washington versetzt wurde. 1999 kehrte er zur Direktion für Völkerrecht zurück und wurde 2003 zum Leiter der Abteilung für Völkerrecht, Menschenrechte und humanitäres Völkerrecht ernannt.
Im Jahr 2004 wurde Balzaretti mit dem Titel eines Botschafters zum diplomatischen Berater des Abteilungsleiters ernannt. 2008 arbeitete er kurzzeitig in der Privatwirtschaft bei der Bank Credit Suisse. Im selben Jahr wurde er der Ständigen Vertretung der Schweiz beim Büro der Vereinten Nationen und anderen internationalen Organisationen in Genf als Sonderbeauftragter für den Menschenrechtsrat zugeteilt. Im selben Jahr wurde er vom Bundesrat zum Generalsekretär des EDA ernannt.
Von 2012 bis 2016 leitete Balzaretti die Mission der Schweiz bei der EU in Brüssel. Von 2016 bis 2018 war er Leiter der Direktion für Völkerrecht sowie Rechtskonsulent des EDA. Am 1. Februar 2018 wurde er vom Bundesrat zum Direktor der Direktion für europäische Angelegenheiten und Koordinator aller Verhandlungen mit der EU ernannt. Dafür wurde ihm der Titel des Staatssekretärs verliehen.
Balzaretti wurde am 2. Dezember 2020 Schweizer Botschafter in Frankreich und dem Fürstentum Monaco. Er verliess diesen Posten auf Ende 2024 und ist seit Januar 2025 Botschafter in Italien in Nachfolge von Monika Schmutz Kirgöz.

## Kritik
Im Rahmen seiner Tätigkeit in der Mission der Schweiz bei der EU sagte Balzaretti im Jahr 2016 gegenüber Journalisten «EU-Mitglied zu sein, ist angenehmer». Dieses Zitat wurde im Politico veröffentlicht, woraufhin er kritisiert wurde und das Zitat auf Nachfrage zurückzog, da er dieses in einem Gespräch mit vielen Journalisten gesagt habe, das nicht hätte zitiert werden dürfen.
Paul Rechsteiner, ehemaliger Präsident des Schweizerischen Gewerkschaftsbundes, bezeichnet die Ernennung von Balzaretti zum Staatssekretär und Direktor der Direktion für europäische Angelegenheiten und Koordinator aller Verhandlungen mit der EU als «maximale Fehlbesetzung für diesen Job». Gerhard Pfister meinte «Wer solche Unterhändler hat, hat in Brüssel schon verloren».
Balzaretti spielte öffentlich die strittigen Punkte beim Rahmenabkommen mit der EU herunter. Der Berner SP-Nationalrat Corrado Pardini soll Balzaretti daher zum Rücktritt aufgefordert haben. Im Frühjahr desselben Jahres soll das Regierungskollegium Balzaretti aufgefordert haben, keine Interviews mehr zu geben, da er eine zu grosse Medienkampagne betrieben habe.
Im Jahr 2019 wurde Balzaretti vom Bundesrat kritisiert. An einer Veranstaltung im Tessin sagte er, der Bundesrat werde das Rahmenabkommen mit der EU nicht unterzeichnen. Dabei hatte die Landesregierung dazu noch nicht entschieden.
Im August 2020 wurde bekannt, dass Aussenminister Ignazio Cassis Balzaretti als «Superstaatssekretär» zum obersten Diplomaten für die ganze Welt befördern wollte. Allerdings schritt der Bundesrat dagegen ein, da man Balzaretti nicht zutraute, mit der EU hart und erfolgreich genug zu verhandeln, so dass Cassis seinen loyalen Chefdiplomaten Balzaretti aus dem Spiel nahm und durch Livia Leu ersetzte. So wurde Balzaretti nur zum Schweizer Botschafter in Paris.

## Privates
Balzeretti ist verheiratet und hat fünf Kinder. Zu seinen Hobbys zählen alte Porsches und koreanischer Kampfsport.